# Xiacun (köpinghuvudort i Kina, Jiangxi Sheng, lat 27,92, long 114,95)
Xiacun är en köpinghuvudort i Kina. Den ligger i provinsen Jiangxi, i den sydöstra delen av landet, omkring 120 kilometer sydväst om provinshuvudstaden Nanchang. Antalet invånare är 34 543. Befolkningen består av 16 388 kvinnor och 18 155 män. Barn under 15 år utgör 19,0 %, vuxna 15-64 år 68 %, och äldre över 65 år 12,0 %.
Runt Xiacun är det tätbefolkat, med 442 invånare per kvadratkilometer. Närmaste större samhälle är Yushuiqu, 13,2 km söder om Xiacun. Trakten runt Xiacun består till största delen av jordbruksmark.
Genomsnittlig årsnederbörd är 2 315 millimeter. Den regnigaste månaden är maj, med i genomsnitt 349 mm nederbörd, och den torraste är oktober, med 28 mm nederbörd.